# Lobelia philippinensis
Lobelia philippinensis là loài thực vật có hoa trong họ Hoa chuông. Loài này được Skottsb. mô tả khoa học đầu tiên năm 1928.